# Helen Khal
Helen Khal (Allentown, 1923. április 16. – Ajaltoun, 2009. május 20.) libanoni származású amerikai művész és kritikus.

## Élete

### Korai évek
Helen Khal a pennsylvaniai Allentownban született libanoni Tripoliból származó libanoni amerikai családban. 21 éves korában kezdte festői pályafutását, amikor betegség miatt házi pihenőre kényszerült, rajzolni kezdett. Egy 1946-os libanoni látogatás alkalmával megismerkedett egy fiatal libanoni költővel, Juszuf al-Khal-lal, akihez feleségül is ment (később elváltak), és az országban maradt, hogy 1946 és 1948 között művészetet tanuljon az ALBA-n. Rövid időre visszatért az Egyesült Államokba, majd 1973-ban, miután visszaköltözött Libanonba, megalapította Libanon első állandó művészeti galériáját, a Gallery One-t.

### Pályafutása
Kollégái, különösen a jól ismert libanoni művész, Aref Rayess bátorításával Khal folytatta a festést, és 1960-ban megtartotta első önálló kiállítását a bejrúti Galerie Alecco Saabban. További egyéni kiállításaira a bejrúti Galerie Trois Feuilles d'Orban (1965), a bejrúti Galerie Manougban (1968), a pennsylvaniai Allentownban, a First National Bankban (1969), a libanoni Kaslikban (1970), a bejrúti Contact Art Gallery-ben (1972, 1974 és 1975) és a jamaicai Kingstonban, a Bolivar Gallery-ben (1975) került sor. Munkái szerepeltek az alexandriai és a sao paulói biennálékon is.
1967 és 1976 között művészetet tanított a bejrúti Amerikai Egyetemen, majd 1997 és 1980 között a Libanoni Amerikai Egyetemen. Sok más művészt inspirált.
Helen Khal szerzőként és kritikusként is elismert volt. 1966 és 1974 között Helen Khal két libanoni folyóirat, a The Daily Star és a Monday Morning művészeti kritikusa volt, emellett számos publikációja jelent meg a Közel-Keleten és az Egyesült Államokban, és gyakran tartott művészetelméleti előadásokat is.
Az általa tartott 22 előadásból álló sorozatot összegyűjtötték és könyv formájában kiadták The Woman Artist in Lebanon címmel.

### Halála
2009. május 20-án halt meg agyvérzés következtében. 
Khalra, aki még nem sokkal halála előtt is festett, sokan éles intelligenciájáról és szondázó, szellemes társalgásáról emlékeznek. A művész a színekről: "Minden színnek megvan a maga klímája, megteremti a maga sajátos világát; sérthetetlen, minden szín csendes csábítással beszél". Fiai, Tarek és Jawad, mindketten matematikusok, öt unokája, egy dédunokája és nővére, Seya Parbousingha, aki szintén festőművész, maradtak utána.

## Fordítás
- Ez a szócikk részben vagy egészben  a   Helen Khal című angol Wikipédia-szócikk ezen változatának fordításán alapul.  Az eredeti cikk szerkesztőit annak laptörténete sorolja fel. Ez a jelzés csupán a megfogalmazás eredetét és a szerzői jogokat jelzi, nem szolgál a cikkben szereplő információk forrásmegjelöléseként.